# Chen Yanqing
Chen Yanqing (xinès simplificat: 陈艳青; xinès tradicional: 陳艷青; pinyin: Chén Yànqīng) (Suzhou, República Popular de la Xina 1979) és una aixecadora xinesa, guanyadora de dues medalles olímpiques. Va néixer el 5 d'abril del 1979 a la ciutat de Suzhou, població situada a la província de Jiangsu (República Popular de la Xina).
Va participar, als 25 anys, en els Jocs Olímpics d'Estiu de 2004 realitzats a Atenes (Grècia), on va aconseguir guanyar la medalla d'or en la competició femenina d'halterofília en pes lleuger (-58 kg.) quedant per davant de la nord-corena Ri Song-Hui i establint un nou rècord olímpic. En els Jocs Olímpics d'Estiu de 2008 realitzats a Pequín (República Popular de la Xina) tornà a revalidar aquest metall en superar a la final olímpica la russa Marina Shainova.
Al llarg de la seva carrera ha guanyat una medalla d'or en el Campionat del Món d'halterofília i una altra en els Jocs Asiàtics.